# Up-Tight
Up-Tight è un album di Stevie Wonder, pubblicato dalla Tamla (Motown) nel 1966.

## Tracce
1. Love a Go Go
2. Hold Me
3. Blowin' in the Wind
4. Nothing's Too Good for My Baby
5. Teach Me Tonight
6. Uptight (Everything's Alright)
7. Ain't That Asking for Trouble
8. I Want My Baby Back
9. Pretty Little Angel
10. Music Talk
11. Contract on Love
12. With a Child's Heart